# Mike O'Brien
Michael Jon "Mike" O'Brien, född 23 oktober 1965 i Skokie i Illinois, är en amerikansk före detta simmare.
O'Brien blev olympisk guldmedaljör på 1500 meter frisim vid sommarspelen 1984 i Los Angeles.